# Trophée Vézina
Le trophée Vézina est un trophée de hockey sur glace, remis annuellement au gardien de but jugé le meilleur de la saison régulière dans la Ligue nationale de hockey (LNH).

## Historique
Le trophée honore la mémoire de Georges Vézina, gardien de but des Canadiens de Montréal depuis leur entrée dans la LNH et mort le 27 mars 1926 d'une tuberculose. Le trophée est créé par Joseph Dandurand, Louis Létourneau et Joseph Cattarinich, anciens propriétaires des Canadiens de Montréal en 1926-1927. Le « Vezina Memorial Trophy » est donné à la LNH le 14 mai 1927. Le premier récipiendaire du trophée n'est autre que le successeur de Vézina dans les buts des Canadiens, George Hainsworth.
En 2000, le gagnant recevait 10 000 $, le premier finaliste 6 000 $ et le deuxième finaliste 4 000 $. Jusqu'à la saison 1981-1982, le ou les gardiens de l'équipe ayant accordé le moins de buts en saison régulière se voyaient décerner automatiquement le trophée. Depuis, il est décerné à la suite du vote des directeurs généraux de toutes les équipes de la Ligue.

## Récipiendaires du trophée Vézina

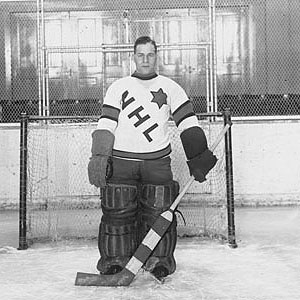
Charlie « Chuck » Gardiner remporte le trophée à deux reprises dont l'année de son décès.

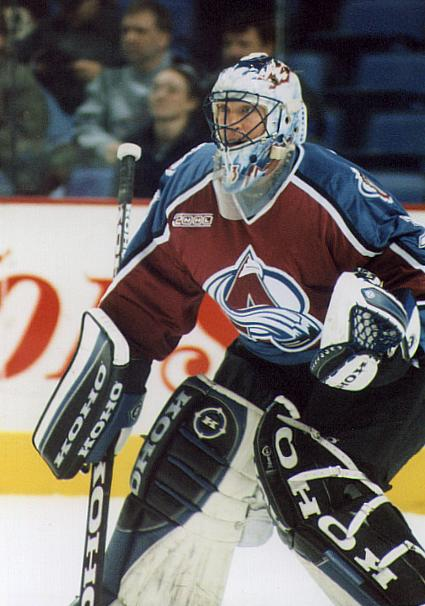
Patrick Roy ici sous les couleurs de Colorado, récipiendaire en 1989, 1990 et 1992 avec les Canadiens de Montréal.

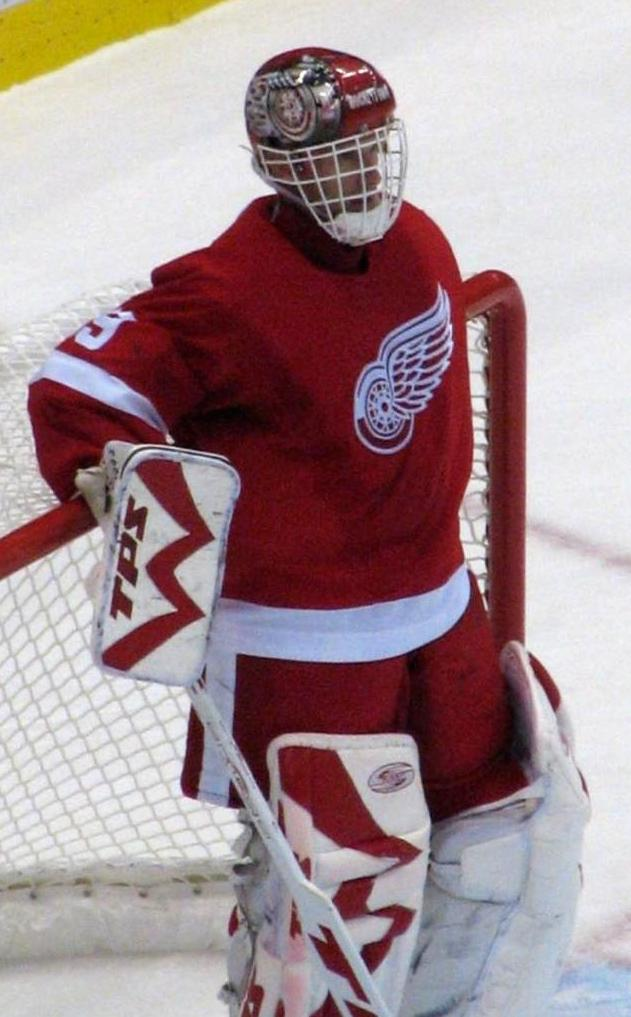
Dominik Hašek, ici sous les couleurs des Red Wings de Détroit a remporté le trophée à six reprises avec les Sabres de Buffalo.

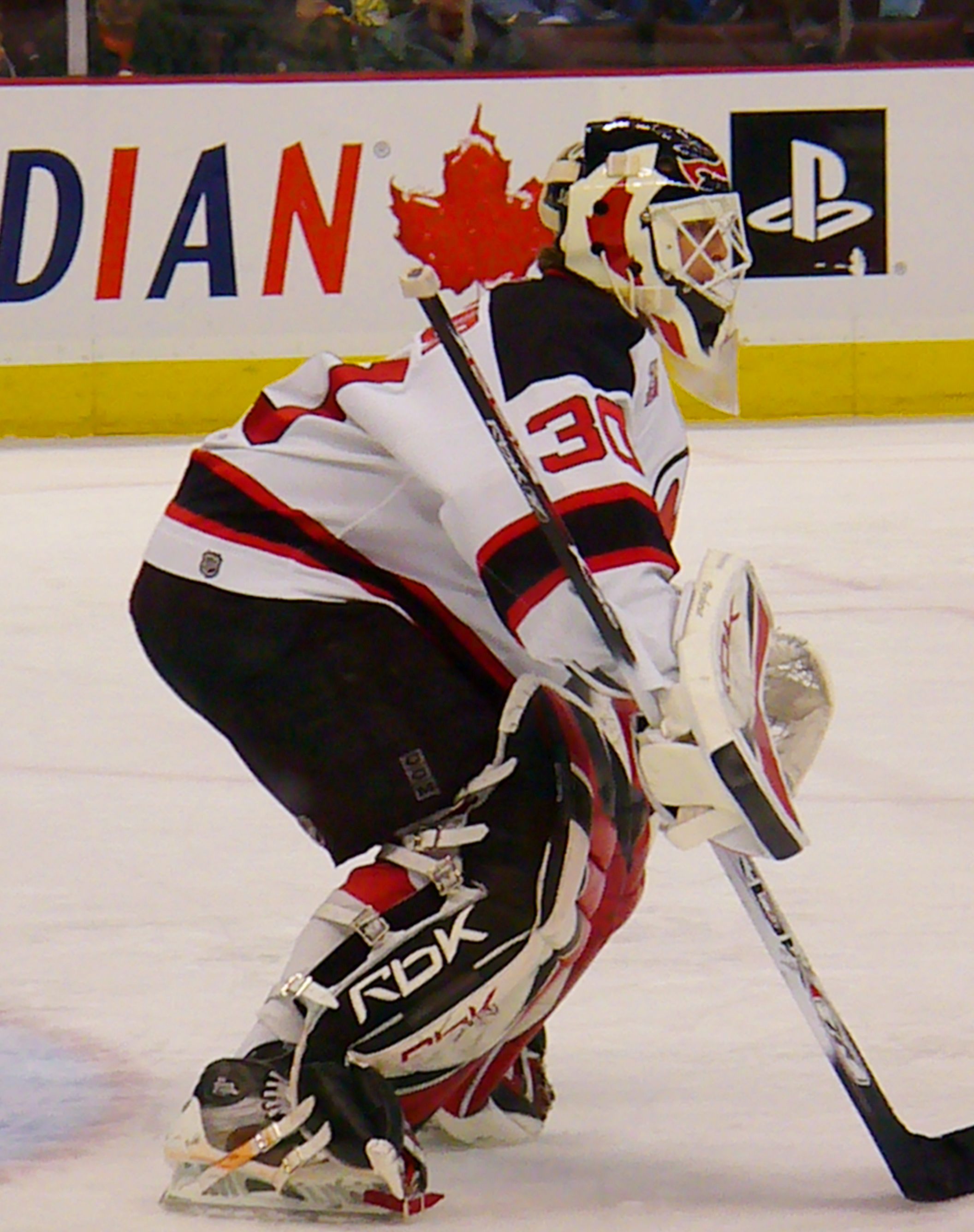
Martin Brodeur, quadruple récipiendaire du trophée Vézina.

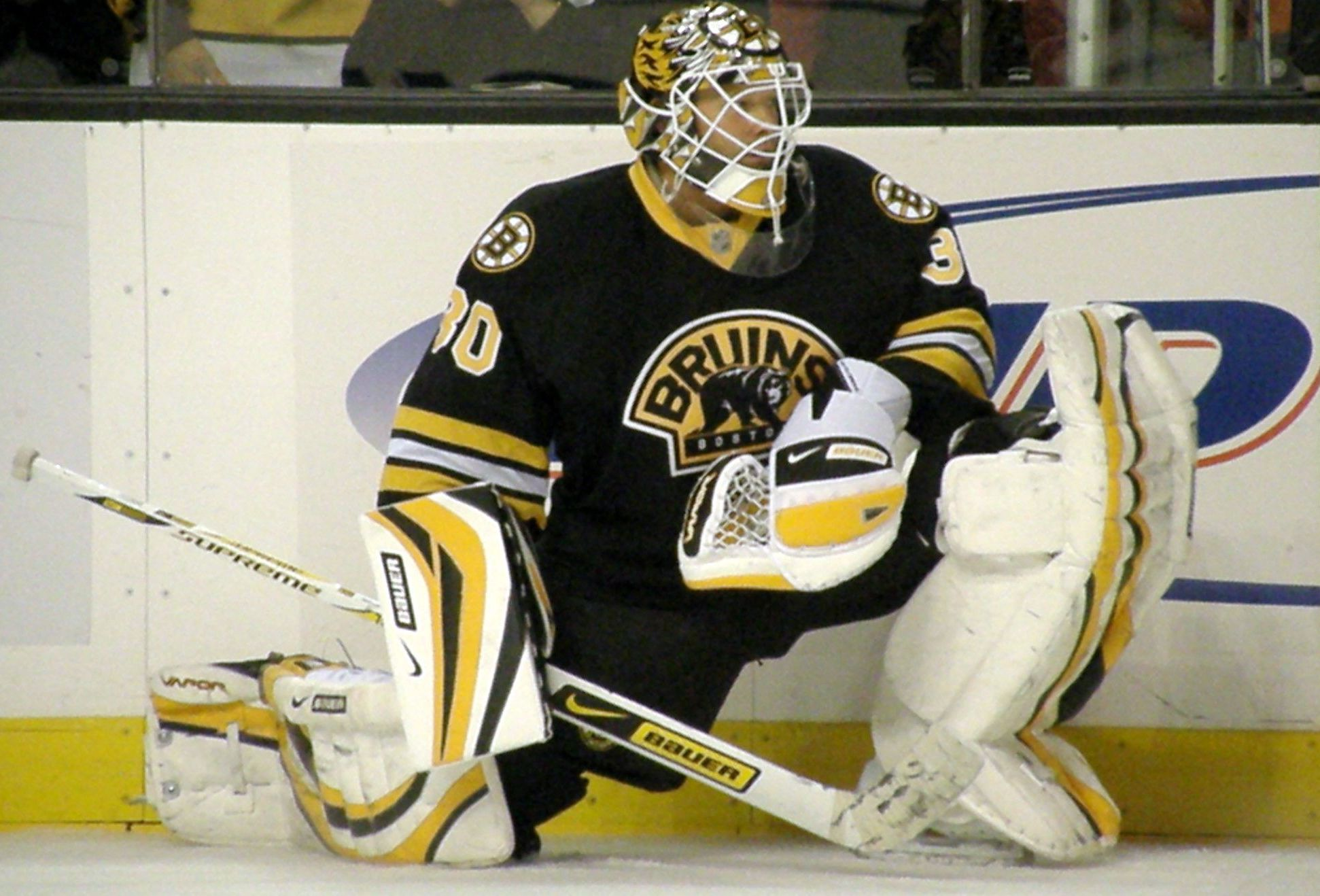
Tim Thomas, récipiendaire du trophée en 2009 et 2011.

Le plus grand nombre en carrière sont :
- sept par Jacques Plante, Canadiens de Montréal , Blues de Saint-Louis
- six par Bill Durnan, Canadiens de Montréal
- six par Dominik Hašek, Sabres de Buffalo

La liste des gardiens ayant remporté le trophée est la suivante, l'équipe du gardien étant indiquée sur la même ligne :
- 1927 – George Hainsworth, Canadiens de Montréal
- 1928 – George Hainsworth, Canadiens de Montréal
- 1929 – George Hainsworth , Canadiens de Montréal
- 1930 – Cecil Thompson, Bruins de Boston
- 1931 – Roy Worters , Americans de New York
- 1932 – Charlie Gardiner, Black Hawks de Chicago
- 1933 – Cecil Thompson, Bruins de Boston
- 1934 – Chuck Gardiner , Black Hawks de Chicago
- 1935 – Lorne Chabot , Black Hawks de Chicago
- 1936 – Cecil Thompson, Bruins de Boston
- 1937 – Norman Smith , Red Wings de Détroit
- 1938 – Cecil Thompson , Bruins de Boston
- 1939 – Frank Brimsek, Bruins de Boston
- 1940 – David Kerr , Rangers de New York
- 1941 – Turk Broda, Maple Leafs de Toronto
- 1942 – Frank Brimsek , Bruins de Boston
- 1943 – Johnny Mowers , Red Wings de Détroit
- 1944 – Bill Durnan, Canadiens de Montréal
- 1945 – Bill Durnan, Canadiens de Montréal
- 1946 – Bill Durnan, Canadiens de Montréal
- 1947 – Bill Durnan, Canadiens de Montréal
- 1948 – Turk Broda , Maple Leafs de Toronto
- 1949 – Bill Durnan, Canadiens de Montréal
- 1950 – Bill Durnan , Canadiens de Montréal
- 1951 – Al Rollins , Maple Leafs de Toronto
- 1952 – Terry Sawchuk, Red Wings de Détroit
- 1953 – Terry Sawchuk, Red Wings de Détroit
- 1954 – Harry Lumley , Maple Leafs de Toronto
- 1955 – Terry Sawchuk, Red Wings de Détroit
- 1956 – Jacques Plante, Canadiens de Montréal
- 1957 – Jacques Plante, Canadiens de Montréal
- 1958 – Jacques Plante, Canadiens de Montréal
- 1959 – Jacques Plante, Canadiens de Montréal
- 1960 – Jacques Plante, Canadiens de Montréal
- 1961 – Johnny Bower, Maple Leafs de Toronto
- 1962 – Jacques Plante, Canadiens de Montréal
- 1963 – Glenn Hall, Black Hawks de Chicago
- 1964 – Charlie Hodge, Canadiens de Montréal
- 1965 – Johnny Bower  et Terry Sawchuk , Maple Leafs de Toronto
- 1966 – Gump Worsley et Charlie Hodge , Canadiens de Montréal
- 1967 – Glenn Hall et Denis DeJordy , Black Hawks de Chicago
- 1968 – Rogatien Vachon  et Gump Worsley , Canadiens de Montréal
- 1969 – Glenn Hall  et Jacques Plante (7), Blues de Saint-Louis
- 1970 – Tony Esposito, Black Hawks de Chicago
- 1971 – Edward Giacomin  et Gilles Villemure , Rangers de New York
- 1972 – Tony Esposito  et Gary Smith , Black Hawks de Chicago
- 1973 – Ken Dryden, Canadiens de Montréal
- 1974 – Tony Esposito, Black Hawks de Chicago à égalité avec Bernard Parent, Flyers de Philadelphie
- 1975 – Bernard Parent , Flyers de Philadelphie
- 1976 – Ken Dryden, Canadiens de Montréal
- 1977 – Ken Dryden et Michel Larocque, Canadiens de Montréal
- 1978 – Ken Dryden et Michel Larocque, Canadiens de Montréal
- 1979 – Ken Dryden  et Michel Larocque, Canadiens de Montréal
- 1980 – Donald Edwards  et Robert Sauvé , Sabres de Buffalo
- 1981 – Denis Herron , Michel Larocque  et Richard Sévigny , Canadiens de Montréal
- 1982 – William Smith , Islanders de New York
- 1983 – Pete Peeters , Bruins de Boston
- 1984 – Tom Barrasso , Sabres de Buffalo
- 1985 – Per-Eric Lindbergh , Flyers de Philadelphie
- 1986 – John Vanbiesbrouck , Rangers de New York
- 1987 – Ron Hextall , Flyers de Philadelphie
- 1988 – Grant Fuhr , Oilers d'Edmonton
- 1989 – Patrick Roy, Canadiens de Montréal
- 1990 – Patrick Roy, Canadiens de Montréal
- 1991 – Ed Belfour, Blackhawks de Chicago
- 1992 – Patrick Roy , Canadiens de Montréal
- 1993 – Ed Belfour , Blackhawks de Chicago
- 1994 – Dominik Hašek, Sabres de Buffalo
- 1995 – Dominik Hašek, Sabres de Buffalo
- 1996 – Jim Carey , Capitals de Washington
- 1997 – Dominik Hašek, Sabres de Buffalo
- 1998 – Dominik Hašek, Sabres de Buffalo
- 1999 – Dominik Hašek, Sabres de Buffalo
- 2000 – Olaf Kölzig , Capitals de Washington
- 2001 – Dominik Hašek , Sabres de Buffalo
- 2002 – José Théodore , Canadiens de Montréal
- 2003 – Martin Brodeur, Devils du New Jersey
- 2004 – Martin Brodeur, Devils du New Jersey
- 2005 – aucun gagnant, saison annulée
- 2006 – Miikka Kiprusoff , Flames de Calgary
- 2007 – Martin Brodeur, Devils du New Jersey
- 2008 – Martin Brodeur , Devils du New Jersey
- 2009 – Timothy Thomas, Bruins de Boston
- 2010 – Ryan Miller , Sabres de Buffalo
- 2011 – Timothy Thomas , Bruins de Boston
- 2012 – Henrik Lundqvist , Rangers de New York
- 2013 – Sergueï Bobrovski, Blue Jackets de Columbus
- 2014 – Tuukka Rask , Bruins de Boston
- 2015 – Carey Price , Canadiens de Montréal
- 2016 – Braden Holtby , Capitals de Washington
- 2017 – Sergueï Bobrovski , Blue Jackets de Columbus
- 2018 – Pekka Rinne , Predators de Nashville
- 2019 – Andreï Vassilevski , Lightning de Tampa Bay
- 2020 – Connor Hellebuyck, Jets de Winnipeg
- 2021 – Marc-André Fleury , Golden Knights de Vegas
- 2022 – Igor Chestiorkine , Rangers de New York
- 2023 – Linus Ullmark , Bruins de Boston
- 2024 – Connor Hellebuyck , Jets de Winnipeg
- 2025 – Connor Hellebuyck , Jets de Winnipeg